# فرنسيس أوليفا
فرنسيس أوليفا (بالإنجليزية: Francis Oliva)‏ هو مؤلف وصحفي بريطاني، ولد في 1962 في جبل طارق في المملكة المتحدة.